# Manfred Linzmaier
Manfred Linzmaier (Kufstein, 27 agosto 1962) è un allenatore di calcio ed ex calciatore austriaco, di ruolo centrocampista. Dal 2007 ricopre l'incarico di osservatore per il Salisburgo.

## Palmarès
- Campionato austriaco: 2

Swarovski Tirol: 1988-1989, 1989-1990